# Carlos Hermosillo
Carlos Manuel Hermosillo Goytortúa, född 14 augusti 1964 i Veracruz, är en mexikansk före detta fotbollsspelare. Han är en av de bästa målgörarna genom tiderna i det mexikanska landslaget.

## Karriär
Carlos Hermosillo började spela fotboll för Club América, där han gjorde debut under säsongen 1983/84. Han tillbringade största delen av sin karriär i hemlandet, där han även representerade Monterrey, Cruz Azul, Necaxa, Atlante och Guadalajara. Hermosillos bästa säsong var med Cruz Azul 1994/95 då han gjorde 35 mål på 33 matcher.
Hermosillo hade även två sejourer utomlands. 1990 spelade han fem matcher för belgiska Standard Liège och 1998-1999 för Los Angeles Galaxy i amerikanska MLS. För LA Galaxy gjorde han 14 mål och 15 assister under två säsonger.
För det mexikanska landslaget gjorde Hermosillo 35 mål på 90 landskamper och var den bästa målskytten i landslaget när han slutade. Senare gick dock bland andra Jared Borgetti och Javier Hernández om honom. Han har deltagit i två världsmästerskap; VM 1986 samt VM 1994.